# Francesco Caetani (Erzbischof)
Francesco Caetani oder Francesco Gaetano († 17. März 1670) war ein italienischer römisch-katholischer Geistlicher, der als Titularerzbischof von Rhodos (1652–1670) und Apostolischer Nuntius in Spanien (1652–1654) diente.

## Leben
Am 12. August 1652 wurde Francesco Gaetano zum Titularerzbischof von Rhodos ernannt.  Am 1. September 1652 wurde er von Fabio Chigi, Kardinalpriester von Santa Maria del Popolo und späteren Papst Alexander VII., zum Bischof geweiht. Mitkonsekratoren waren Ranuccio Scotti Douglas, emeritierter Bischof von Borgo San Donnino, und Carlo Carafa della Spina CR, Bischof von Aversa. Am 28. November 1652 wurde er zum Nuntius in Spanien ernannt. Das Amt hatte er bis Dezember 1654 inne. Titularerzbischof von Rhodos war er bis zu seinem Tod am 17. März 1670.
Während seiner Amtszeit als Bischof war er Mitkonsekrator von Giovanni Battista del Tinto OCarm, Erzbischof von Trani (1666).